# Knut Almström
Knut Almström, född 17 januari 1873 i Stockholm, död 1955, var en svensk civilingenjör och formgivare, gift med Emmy Sofia Mathilda Bille.
Han var son till Robert Almström och Eva Påhlman samt bror till Eva Sofia, Annie, Olof, Harald,  och Eva Almström. Han studerade till civilingenjör vid Kungliga tekniska högskolan 1893-1895 och anställdes därefter vid Rörstrands porslinsfabrik där han blev teknisk chef i slutet av 1890-talet. Tillsammans med Algot Eriksson genomförde han en längre studieresa till Tyskland, Frankrike och England för att studera porslinstillverkning och de mönster som var populära vid tidpunkten. Han övertog ledningen av Rörstrands porslinsfabrik tillsammans med sin bror 1910. Som formgivare arbetade han från 1893 med olika glasyrer på egna och andras alster. Några av hans produkter ställdes ut vid Världsutställningen i Paris 1900.